# Blas Villate
Blas Diego de Villate y de la Hera, II conde de Valmaseda (Sestao, 3 de febrero de 1824-Madrid, 8 de enero de 1882), fue un militar español, capitán general de la isla de Cuba entre los periodos de 1867, 1870-1872 y 1875-1876, senador vitalicio desde 1877.

## Biografía

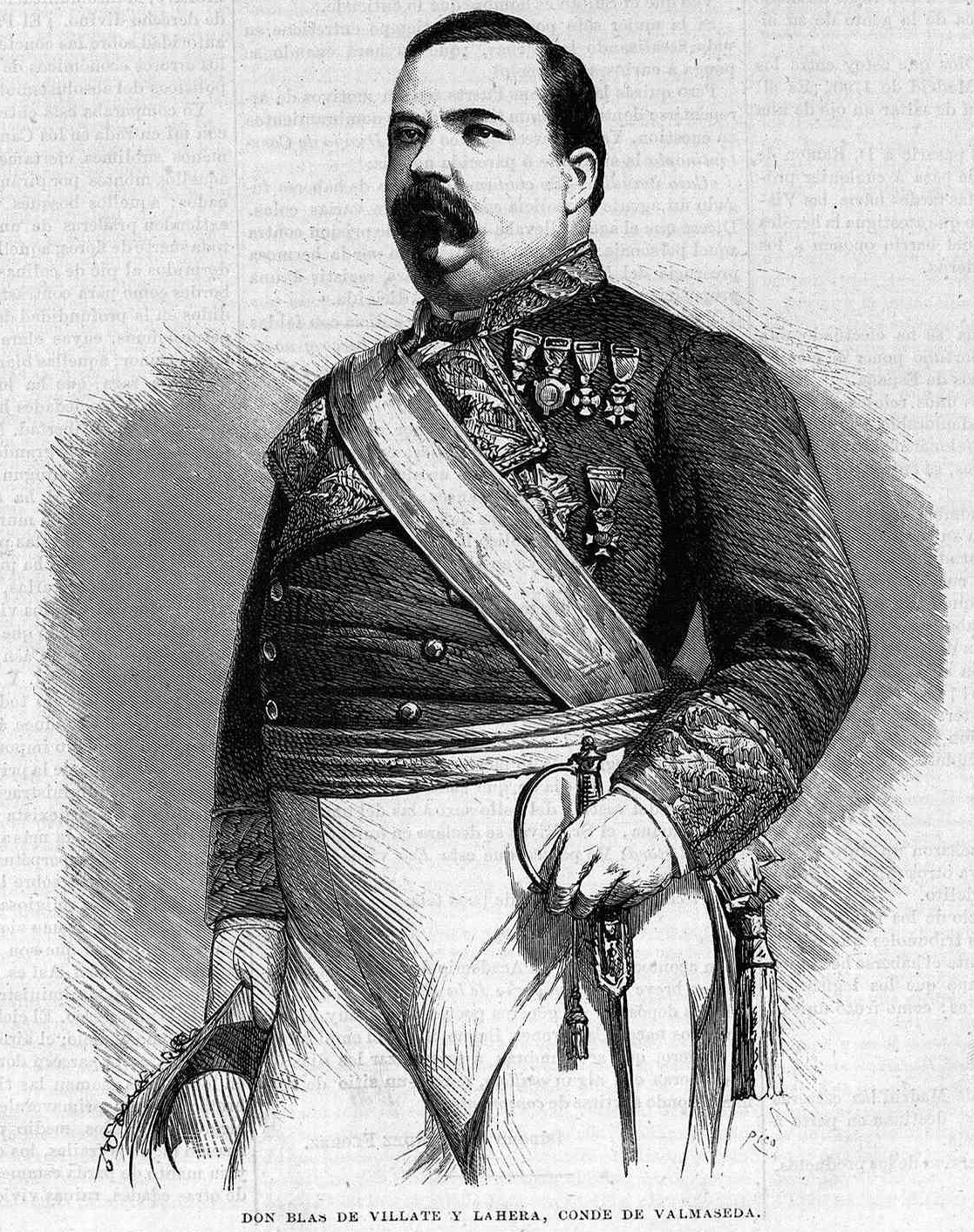
Retrato de Blas Villate y la Hera, publicado en 1870 en La Ilustración de Madrid.

Nacido en Sestao el 3 de febrero de 1824, provincia de Vizcaya, participó bajo las órdenes del general Leopoldo O'Donnell en la Vicalvarada y tomó parte en las campañas de Marruecos (1859-1860). Por su heroico comportamiento fue destinado a Cuba, donde ocupó el cargo de capitán general interino de la isla en 1867, y como titular desde 1870 hasta 1872. Durante su mandato tuvo que enfrentarse a una situación insular difícil: por un lado, la Guerra de los Diez Años que había estallado en la isla y, por otro, las presiones de los militares y peninsulares que en la isla demandaban mano dura contra los intentos separatistas. Por su política violenta contra la población civil cubana, sin que ello afectase el curso de la guerra, fue obligado a dimitir, siendo sustituido por Francisco de Lersundi y Ormaechea.
Regresó a España después de su fracaso en Cuba y se involucró en los pronunciamientos de Arsenio Martínez Campos, conduciendo el pronunciamiento de Sagunto al retorno de los Borbones a España. En diciembre de 1874 proclamó la restauración en Ciudad Real, al tiempo que Martínez Campos lo hacía en Sagunto.
En 1875, aun antes de haberse acabado la Guerra de los Diez Años, volvió a hacerse cargo de la Capitanía General de Cuba, reemplazando a José Gutiérrez de la Concha. En este nuevo tercer mandato en la isla tuvo que proseguir los combates contra los independentistas cubanos hasta 1876, en que nuevamente dimitió y fue sustituido por Joaquín Jovellar.
De regreso en la península, fue nombrado capitán general de Castilla la Nueva en 1881. Falleció en Madrid un año más tarde el 8 de enero de 1882.

## Condecoraciones y reconocimientos
- Gran-Cruz de la Real y Militar Orden de San Hermenegildo.[2]
- Caballero de la Real Orden de Isabel la Católica.
- Cruz de la Orden del Mérito Civil.
- Gran-Cordón de la Orden de Santa Ana de Rusia.
- Hijo Predilecto de Sestao.
- Comparte junto a su tío materno José de la Hera, I conde de Valmaseda, una plaza en Sestao, la Plaza Conde de Valmaseda.